# Microsoft BASIC
Microsoft BASIC – dialekt języka programowania BASIC opracowany przez firmę Microsoft. Opublikowany po raz pierwszy dla komputera Altair 8800 jako Altair BASIC w 1975 roku.
Stworzony przez Billa Gatesa i Paula Allena jako pierwszy produkt ich firmy Micro–Soft (nazwa została później zmieniona na Microsoft). Był adaptowany na wiele platform sprzętowych i de facto stał się standardem dla komputerów osobistych końca lat 70. i początku 80. XX wieku. W zmodyfikowanej wersji nadal używany jako Visual Basic .NET.
Był podstawowym źródłem dochodu dla Microsoft do czasu wprowadzenia MS-DOS.

## Historia

### Początki

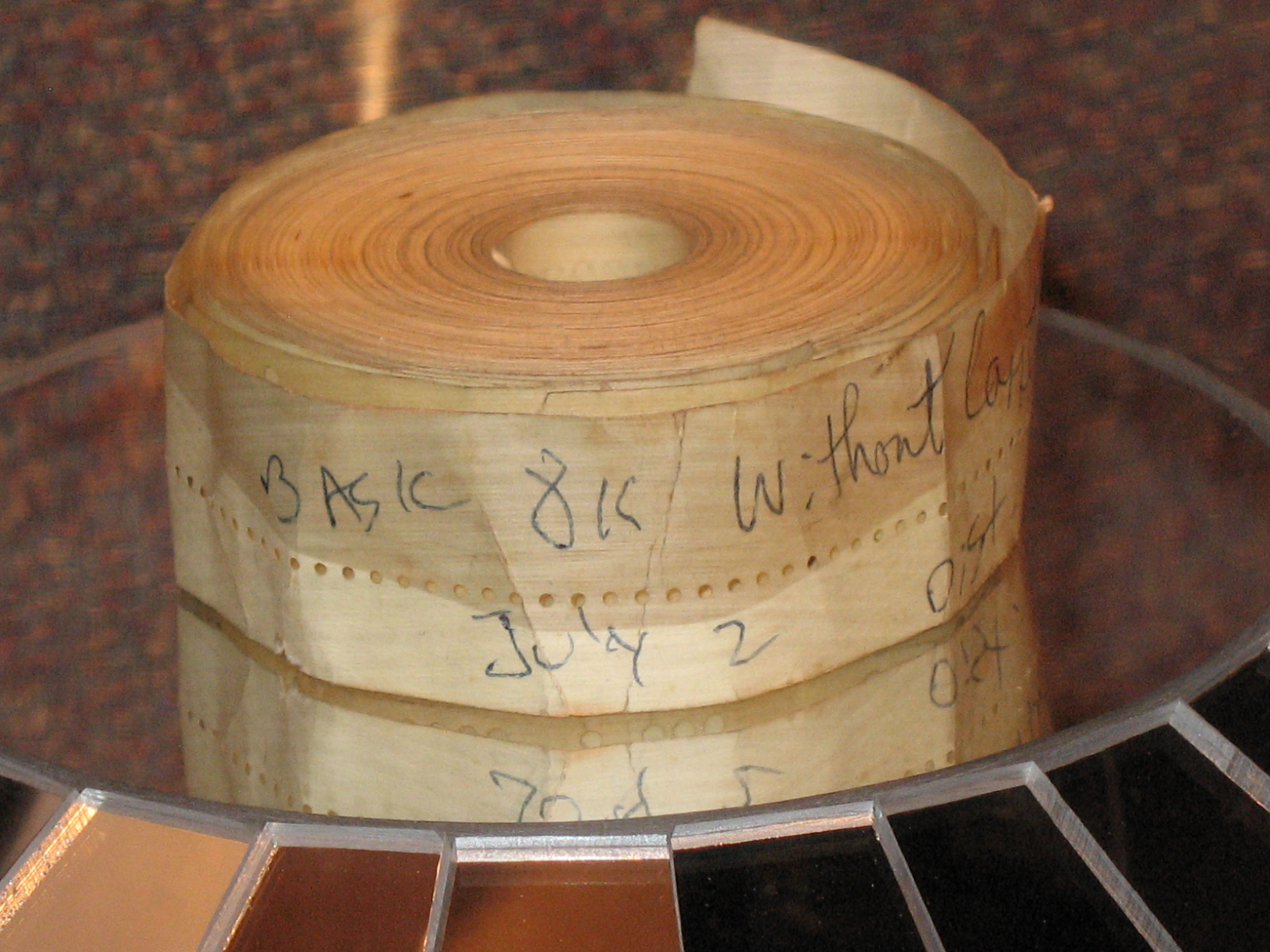
Altair 8K BASIC na taśmie dziurkowanej

W roku 1975 w Stanach Zjednoczonych rozpoczęto sprzedaż mikrokomputera Altair 8800. Był to zestaw z mikroprocesorem Intel 8080 przeznaczony do samodzielnego montażu przez nabywcę, dostępny dla masowego odbiorcy, uznawany za pierwszy na świecie komputer osobisty z procesorem w postaci jednoukładowego układu scalonego.
Pomysł stworzenia BASICa pojawił się, gdy Allen i Gates przeczytali artykuł o Altair 8800, opublikowany w czasopiśmie Popular Electronics w wydaniu ze stycznia 1975. Zrozumieli wtedy, że wkrótce ceny komputerów spadną do poziomu, na którym sprzedaż oprogramowania dla nich zacznie być opłacalna. Skontaktowali się w tej sprawie z Edem Robertsem, założycielem firmy MITS, która produkowała zestawy Altair 8800. Ich interpreter języka BASIC wtedy jeszcze nie istniał, lecz Gates i Allen stwierdzili, że nad nim pracują. Roberts wyraził zainteresowanie i umówiono się na demonstrację produktu w marcu 1975 roku.
Zaczynając pracę nie posiadali dostępu do ani jednego egzemplarza Altair 8800. Prace prowadzono więc na komputerze PDP-10 należącym do Uniwersytetu Harvarda. Wykorzystano przy tym zmodyfikowany (bazując na dokumentacji Altair 8800) emulator procesora Intel 8008, który powstał przy okazji innego projektu dla firmy Traf-O-Data. Kiedy władze uniwersytetu dowiedziały się o działalności Gatesa i Allana, ci wykupili dostęp do PDP-10 w firmie komercyjnej w Bostonie, gdzie dokończyli swoją pracę.
Trzecią osobą biorącą udział w pracach nad BASICem był student Harvardu Monte Davidoff, który stworzył procedury arytmetyki zmiennoprzecinkowej.
Finalny produkt mieścił się w 4 KB i dostarczany był na taśmie perforowanej. Składnia była podobna do BASIC-PLUS – produktu firmy Digital Equipment Corporation dla mikrokomputerów PDP-11, z którym Gates miał kontakt w szkole średniej. Firma MITS rozpoczęła dystrybucję programu, a Gates i Allen znaleźli w niej zatrudnienie by go wspierać i rozwijać. Z tego powodu Gates zdecydował się przerwać studia na Harvardzie.
W trakcie pracy w MITS, stworzono rozszerzone wersje 8K w cenie 200 USD i Extended BASIC za 250 USD. Oryginalna wersja zwana 4K kosztowała 150 USD.

### Rozwój
Kiedy Gates i Allen zdecydowali się opuścić MITS, rozgorzała dyskusja odnośnie praw do BASICa. Podpisana umowa mówiła, że MITS przejmie prawa do BASIC po wpłaceniu określonej sumy pieniędzy. Nie mówiła natomiast nic o prawach do innych wersji BASICa, które w międzyczasie opracował Microsoft. Sprawa trafiła do arbitrażu, który przyznał rację Microsoftowi. Umożliwiło to rozwijanie funkcjonalności BASICa i jego dystrybucję.
Wersja 8K posłużyła jako baza do konwersji kodu na inne procesory: BASIC-80 (Intel 8080/85, Zilog Z80), BASIC-68 (Motorola 6800), BASIC-69 (Motorola 6809) i 6502-BASIC (MOS 6502). Wszystkie wersje miały podobną składnię, W zależności od ustawień kompilacji można było włączać lub wyłączać funkcjonalność, np. obsługę arytmetyki zmiennoprzecinkowej podwójnej precyzji.

### Licencjonowanie
Do roku 1981 Microsoft BASIC uzyskał taką pozycję na rynku, że nawet firmy posiadajace własne implementacje BASICa kupowały licencję od Microsoft, np. IBM dla swojego komputera osobistego lub Atari wydając Atari Microsoft BASIC.
Microsoft prowadził politykę sprzedaży licencji dla konkurujących ze sobą firm, stąd twórcy klonów IBM PC mogli zakupić GW BASIC, który był odpowiednikiem IBM Advanced BASIC. Podobna sytuacja miała miejsce w przypadku Apple, gdzie klon Apple II – komputer Laser 128 używał tego samego BASICa co oryginał z pominięciem Apple Inc.

### Ciekawostki
- W niektórych wersjach BASICa znajdują się ukryte funkcje, np. w pierwszych wersjach Commodore PET po wpisaniu WAIT6502,64 pojawia się napis MICROSOFT[2].
- Wykorzystując swą pozycję Microsoft był w stanie zmusić Apple by wycofał swoją wersję BASIC dla Apple Macintosh grożąc nieprzedłużeniem licencji na BASIC dla Apple II[3]
- Firma Atari zakupiła licencję na Microsoft BASIC, ale z powodu braku zainteresowania ze strony Microsoft w modyfikacji produktu do potrzeb ich 8 bitowego komputera Atari 800/400 stworzyła swój własny dialekt Atari BASIC[4].

## Komputery używające Microsoft BASIC
Wybrane komputery, które standardowo używały BASICa dostarczonego przez Microsoft:
- Altair 8800
- Apple II
- TRS-80
- Commodore PET
- Commodore 64
- MSX i MSX 2
- Meritum
- Epson HX-20
- Amiga

Z popularnych komputerów osobistych nie używających Microsoft BASIC należy wymienić ZX Spectrum, BBC Micro, Amstrad CPC i 8 bitowe komputery Atari (dla których jednak istniał produkt Atari Microsoft BASIC).